# Laura-Charlotte Syniawa
Laura-Charlotte Syniawa (* 29. Oktober 1985 in Berlin) ist eine deutsche Schauspielerin und Psychologische Psychotherapeutin.

## Leben
Syniawa stand bereits im Alter von elf Jahren das erste Mal vor der Kamera, als sie in dem Film Corinna Pabst – Fünf Kinder brauchen eine Mutter die Rolle der Lena spielte. Nach verschiedenen kleineren Rollen folgte dann eine Hauptrolle in Sperling und das letzte Tabu. 
Mit 15 Jahren wurde sie für die Hauptrolle in Kilian Riedhofs Riekes Liebe engagiert und beschäftigte sich daher intensiv mit dem Erlernen des Eiskunstlaufs. Für ihre Rolle erhielt sie den Förderpreis des Deutschen Fernsehpreises.
Einem breiteren Publikum wurde sie in den Verfilmungen der Krimis von Donna Leon bekannt, in denen sie Chiara, die Tochter des Commissarios Brunetti, spielt.
Laura-Charlotte Syniawa schloss 2012 ihr Psychologie-Studium mit dem Diplom ab. Seit 2018 ist sie approbierte Psychotherapeutin (KVT); sie lebt und arbeitet in Berlin.

## Filmografie
- 1997: Corinna Pabst – Fünf Kinder brauchen eine Mutter (Fernsehfilm)
- 1998: Kidnapping Mom & Dad (Fernsehfilm)
- 1998: Die Mörderin (Fernsehfilm)
- 1999: Urlaub auf Leben und Tod – Eine Familie hält zusammen (Fernsehfilm)
- 1999: Alphamann: Amok (Fernsehfilm)
- 2000: Verbotenes Verlangen – Ich liebe meinen Schüler (Fernsehfilm)
- 2000: Im Namen des Gesetzes: Mutterliebe (Fernsehserie)
- 2000–2019: Donna Leon (Fernsehreihe)
- 2001: Die Cleveren: Jungfrauenschnaps (Fernsehserie)
- 2001: Riekes Liebe (Fernsehfilm)
- 2001: Sperling – Sperling und das letzte Tabu (Fernsehserie)
- 2002: Polizeiruf 110 – Vom Himmel gefallen (Fernsehreihe)
- 2002: Großstadtrevier: Blinder Eifer (Fernsehserie)
- 2003: Bloch: Ein Fleck auf der Haut (Fernsehreihe)
- 2004: Kammerflimmern (Kinofilm)
- 2005: Katze im Sack (Kinofilm)
- 2005: Liebe nach dem Tod (Fernsehfilm)
- 2005: Der Elefant – Mord verjährt nie: Verbrannte Erde (Fernsehserie)
- 2006: Das Schneckenhaus (Fernsehfilm)
- 2006: Glück auf vier Rädern (Fernsehfilm)
- 2006: Tatort – Der Lippenstiftmörder (Fernsehreihe)
- 2006: Die Liebe kommt selten allein (Fernsehfilm)
- 2006: Blackout – Die Erinnerung ist tödlich (Miniserie, acht Folgen)
- 2006: Kommissar Stolberg:  Hexenjagd (Fernsehserie)
- 2008: Der Alte: Die Nacht kommt schneller als Du denkst (Fernsehserie)
- 2011: Stankowskis Millionen (Fernsehfilm)
- 2011: SOKO Leipzig: Das Mädchen im Park (Fernsehserie)

## Auszeichnungen
- Förderpreis Deutscher Fernsehpreis (2002) für die Hauptrolle in Riekes Liebe